# Phellandrium tabernaemontani
Phellandrium tabernaemontani är en flockblommig växtart som beskrevs av Pietro Bubani. Phellandrium tabernaemontani ingår i släktet Phellandrium och familjen flockblommiga växter. Inga underarter finns listade i Catalogue of Life.